# Teresa Estreicher
Teresa Lasocka-Estreicher, pseud. TELL (ur. 22 lutego 1905 w Monasterzyskach, zm. 16 stycznia 1974 w Krakowie) – polska żołnierka AK w Krakowie. Absolwentka Uniwersytetu Jagiellońskiego. Ratowała więźniów niemieckiego nazistowskiego obozu koncentracyjnego w Auschwitz-Birkenau (dzięki jej pomocy uchowali się m.in. Józef Cyrankiewicz i Lucjan Motyka).
Córka hrabiego gen. dyw. Józefa Lasockiego (1861–1931) i Marii bar. Romaszkan (1869–1961), od 14 czerwca 1946 r. żona profesora Karola Estreichera (1906–1984).